# Capnella portlandensis
Capnella portlandensis is een zachte koraalsoort uit de familie Nephtheidae. De koraalsoort komt uit het geslacht Capnella. Capnella portlandensis werd in 1977 voor het eerst wetenschappelijk beschreven door Verseveldt. 